# Jauru (1867)
La cañonera a vapor Jauru fue un navío de la Marina del Imperio del Brasil que sirvió en la Guerra de la Triple Alianza.

## Historia
La Jauru, primer y único navío en llevar ese nombre en homenaje al río de ese nombre de Mato Grosso, montaba un único cañón y era impulsada por una máquina de vapor con una potencia de 12 HP que impulsaba ruedas laterales.
Al producirse el ataque a Mato Grosso por el ejército paraguayo, la Jauru participó de los combates del 27 y 28 de diciembre en defensa del Fuerte de Coímbra y en la retirada evacuó junto a la cañonera Anhambaí a la guarnición hasta Corumbá.
El 11 de julio de 1867 tomó parte del combate naval de Alegre, siendo abordado y capturada por el vapor paraguayo Salto de Guayra. Recapturada por el vapor Antônio João, fue destruida por encontrarse incapacitada de navegar.